# Clypeasterophilus juvenilis
Clypeasterophilus juvenilis är en kräftdjursart som först beskrevs av Eugène Louis Bouvier 1917.  Clypeasterophilus juvenilis ingår i släktet Clypeasterophilus och familjen Pinnotheridae. Inga underarter finns listade i Catalogue of Life.